# Gungflytrågspinnare
Gungflytrågspinnare, Nola karelica, är en fjärilsart som beskrevs av Johan Martin Jacob af Tengström 1869. Gungflytrågspinnare ingår i släktet Nola, och familjen trågspinnare, Nolidae. Arten är reproducerande i både Sverige och Finland. Enligt den finländska rödlistan är arten sårbar, VU i Finland, medan den i Sverige enligt den svenska rödlistan är bedömd som nära hotad, NT. I Sverige förekommer arten från Södermanland till Medelpad samt Lule lappmark. I Finland är förekomsterna spridda i nästan hela landet. Arten finns förutom i Norden i Baltikum och vidare österut genom Sibirien till ryska Fjärran östern. Artens livsmiljö är öppna ytor i näringsfattiga mossar och kärr i det boreal barrskog.